# Jean-Baptiste Biot

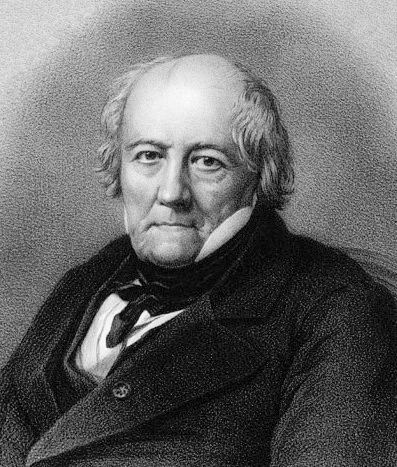
Jean Baptiste Biot

Jean-Baptiste Biot (Parijs, 21 april 1774 – aldaar, 3 februari 1862) was een Franse natuurkundige en wiskundige die in het begin van de 19e eeuw het verband tussen elektrische stroom en magnetisme bestudeerde (zie Wet van Biot-Savart), evenals de polarisatie van licht via chemische oplossingen onderzocht.
Hij was de eerste persoon die de unieke optische eigenschappen van mica ontdekte, en daarom werd het op mica gebaseerde mineraal biotiet naar hem vernoemd.
In 1804 maakte hij een heteluchtballonvaart samen met Joseph Louis Gay-Lussac. Ze bereikten een hoogte van vijf kilometer en deden daar onderzoek naar de atmosfeer van de Aarde.
In 1856 werd Biot verkozen tot lid van de Académie française. Er zijn een kleine krater op de Maan en de Kaap Biot op Groenland die naar Jean-Baptiste Biot zijn vernoemd.